# Eilenbergia
Eilenbergia is een geslacht van rechtvleugeligen uit de familie Pyrgomorphidae. De wetenschappelijke naam van dit geslacht is voor het eerst geldig gepubliceerd in 1979 door Mason.

## Soorten
Het geslacht Eilenbergia  is monotypisch en omvat slechts de volgende soort:
- Eilenbergia sagitta (Mason, 1979)